# 巴彦县
巴彦县是黑龙江省哈尔滨市下辖的一个县。位於黑龙江省中部偏南，松嫩平原腹地，松花江中游北岸，東南西北分別與木蘭縣、賓縣、呼蘭區、綏化市北林區及綏化市慶安縣為鄰，總面積3138平方公里。縣人民政府駐巴彥鎮擁政路35號。

## 行政区划
下辖10个镇，8个乡，1林业局：
巴彦镇、兴隆镇、西集镇、洼兴镇、龙泉镇、巴彦港镇、龙庙镇、万发镇、天增镇、黑山镇、松花江乡、富江乡、华山乡、丰乐乡、德祥乡、红光乡、山后乡、镇东乡和兴隆林业局。

## 人口民族
根據第七次人口普查數據，截至2020年11月1日零時，巴彥縣常住人口為420409人。 巴彥縣人口由漢族、朝鮮族、回族、蒙古族、壯族等15個民族組成，以漢族為主。